# 永井直温
永井 直温（ながい なおあつ）は、江戸時代中期から後期の大名。大和新庄藩の第4代藩主。永井家宗家8代。
延享4年（1747年）、第3代藩主永井直国の次男として生まれる。長兄の直孝が早世したため、宝暦12年（1762年）9月8日に世子となり、明和2年（1765年）、父の死去で家督を継いだ。半蔵門番、日光祭祀奉行、竹橋口門番、二条城在番、大坂城加番代、京橋口定番などを歴任する。藩政においては領民に増税を強いるなど悪政を敷いたという。
寛政7年（1795年）3月20日に死去した。享年49。跡を長男の直方が継いだ。